# Skåneland
Skåneland is een benaming voor de historische regio in het zuiden en zuidwesten van Zweden. Het was ooit het oostelijke gedeelte van Denemarken maar werd definitief onderdeel van Zweden bij de Vrede van Roskilde in 1658. De Zweedse naam is Skånelandskapen ("de landschappen van Skåne"). Soms worden de Latijnse namen Terra Scania of Terra Scaniæ gebruikt.
Skåneland omvat de landschappen Skåne, Halland en Blekinge. Het gebied komt bijna overeen met het historische Oost-Denemarken. Verschil is dat de eilanden Bornholm en Anholt Deens zijn gebleven terwijl de rest van het gebied door Zweden geannexeerd werd. Skåneland grenst aan de landschappen Västergötland en Småland.

## Officiële status
De term Skåneland wordt nooit in officiële context en zelden door Zweden uit de overige delen van het land gebruikt. Hij wordt wel gebruikt in de regio zelf (1,5 miljoen inwoners), voornamelijk door regionalisten en voorstanders van Skåneland als aparte republiek. In een algemenere context worden meestal de namen van de individuele landschappen gebruikt, of wordt de regio als onderdeel van Götaland gezien.

### Oorsprong van de naam
De Zweedse term Skåneland werd geïntroduceerd door de Zweedse historicus en Scandinavist Martin Weibull in zijn politieke appel Samlingar till Skånes historia ("Verzamelingen van de Skånse geschiedenis") in 1868 om de algemene voor-Zweedse geschiedenis van Skåne, Blekinge en Halland te verwerpen. De term was een vertaling van het middeleeuws-Latijnse Terra Scaniæ (het land Skåne).
Weibull gaf deze naam aan het geheel van de drie provincies waar Skånelagen ("De Skånse wet"), de oudste provinciale wet van de Noordse landen, van kracht was, en het bisdom van Lund. Deze definitie van Skåneland werd vervolgens gebruikt in het regionale historische tijdschrift Historisk tidskrift för Skåneland ("Historisch tijdschrift voor Skåneland"), dat in 1901 begon en door Weibulls zoon Lauritz Weibull werd gepubliceerd.

## Geschiedenis

### Vroege geschiedenis
De Latijnse naam Terra Scaniæ werd in de middeleeuwen gebruikt als een benaming voor de meest oostelijk gelegen gebieden van Denemarken. Op dat moment bestonden de Zweedse gebieden ten noorden van Skåneland voornamelijk uit ontoegankelijke bossen en veen. Het was daardoor mogelijk om de nationale grenzen op het land te tekenen. Adam van Bremen documenteerde dit in de 11e eeuw, toen hij Scandinavië voor het eerst bezocht en Skåne het rijkste en belangrijkste deel van Denemarken noemde.

### Van de Kalmarunie tot de Vrede van Roskilde
Aan het eind van de 14e eeuw was de Finse kust onder Zweedse controle, maar was Denemarken de machtigste Scandinavische staat. Toen in 1397 de Kalmarunie werd opgericht, werd deze dan ook vanuit Kopenhagen bestuurd. Maar Zweden kreeg genoeg van de Deense dominantie en in 1471 kwam er een opstand onder leiding van de familie Sture. In 1503, toen Sten Sture de Oudere stierf, was Oost-Zweedse onafhankelijkheid een feit.
In 1600 bestuurde Denemarken praktisch al het land dat aan het Skagerrak, het Kattegat en de Sont grensde. De huidige Zweedse landschappen Skåne, Blekinge en Halland waren op dat moment nog steeds Deens en Bohuslän (toen Bohuslen) was nog Noors.
Skåneland werd het terrein van zware gevechten, vooral in de 16e en 17e eeuw, toen Denemarken en Zweden tegenover elkaar kwamen te staan voor de controle over de Baltische Staten en de Zweedse toegang tot de handel met West-Europa. Deense historici noemen deze periode vaak een periode van eindeloze Zweedse agressie, waarin Zweden constant in oorlog was, terwijl Zweedse historici haar omschrijven als de "Zweedse gouden eeuw".
Tussen het uiteenvallen van de Kalmarunie (1532) en 1814 vochten Denemarken en Zweden 11 keer in Skåneland en andere grensgebieden: 1563-70, 1611-13, 1645-45, 1657-58, 1659-1661, 1674-1678, 1700, 1710-1721, 1788, 1808-1809 en 1814. De meest noemenswaardige oorlogsperiodes in Skåneland waren de Zevenjarige Oorlog (1563-1570), de Dertigjarige Oorlog (1618–1648) en de Noordse Oorlog (1655-1658).
- Tijdens de Zevenjarige Oorlog ontketende Denemarken in 1563 aanvallen op Zweden vanuit Halland. Zweden antwoordde in 1565 en 1569 met tegenaanvallen op de Deense provincies Halland en Skåne. In 1570 werd vrede gesloten waarbij de Zweedse koning zijn aanspraken op Deens Skåne, Halland, Blekinge en Gotland introk, terwijl de Denen hun eisen voor heel Zweden verwierpen.
- Tijdens de Dertigjarige Oorlog vonden er zware gevechten plaats in de Deense provincies Skåne, Halland en Blekinge. Met de Vrede van Brömsebro (1645) verloor Denemarken de Noorse provincies Jämtland en Härjedalen aan Zweden en kreeg Zweden voor 30 jaar het bestuur over de Deense provincie Halland.
- Tijdens de Noordse Oorlog (1655-1658) probeerden de Denen het bewind over Halland terug te krijgen. Dit eindigde in een groot verlies, toegediend door Zweden. Het resultaat was de Vrede van Roskilde (1658). Denemarken verloor de provincies Skåne, Blekinge en Halland aan Zweden.

### Opname door Zweden
Na door de Vrede van Roskilde in 1658 dwong de Zweedse regering Skåneland om de Zweedse gewoonten en wetten over te nemen. Zweeds werd de enige toegestane taal in kerken en scholen. Het was niet toegestaan om boeken in het Deens te drukken en alle politici en priesters moesten verplicht Zweeds spreken. Om onderwijs in het Zweeds te promoten werd in 1667 de Universiteit van Lund geopend en inwoners van Skåne werd verboden om aan de Universiteit van Kopenhagen te studeren. Dit verbod werd in de 19e eeuw opgeheven.
De inwoners waren in het begin fel tegen de Zweedse hervormingen, zoals kerkelijke en bestuurlijke documenten blijkt. De bevolking kwam tot verschillende volksopstanden in sommige gebieden, bijvoorbeeld de opstanden in de streek van Göinge en het noorden van Skåne. De laatste volksopstanden in Skåneland waren boerenopstanden in het begin van de 19e eeuw. Skåneland was aan het eind van de eeuw zozeer verzweedst dat de regio als "volledig geïntegreerd in de Zweedse gewoonten, gebruiken en geschiedenis" verklaard werd.
De transformatie van eeuwenoude Deense gewoonten en administratie naar het Zweedse model ging niet snel en gemakkelijk. In de eerste vijftig jaar van de overgang werd de bevolking meedogenloos behandeld, maar daarna versoepelde het bewind. Denemarken deed verschillende pogingen om de gebieden heroveren. De laatste poging was in 1710, toen de Denen bijna heel Skåneland wisten te heroveren, totdat ze door Zweedse troepen verslagen werden en tot overgave gedwongen werden.

### Recente geschiedenis
De aparte geschiedenis van Skåneland werd lange tijd niet op scholen in Skåneland onderwezen, in het bijzonder tijdens de periode met de verschillende opstanden. In plaats daarvan werd de geschiedenis van de natiestaat Zweden onderwezen en de Skånse geschiedenis van voor 1658, bijvoorbeeld de lijst van vorsten, werd als Deense geschiedenis gezien. Als reactie ontstond er aan het einde van de 19e eeuw een beweging om het bewustzijn van de geschiedenis en cultuur van Skåneland nieuw leven in de blazen. Dit resulteerde in de publicatie van verschillende boeken over de geschiedenis van Skåne.
Het is nog altijd omstreden of kinderen in de Skånse provincies de lokale Deense of Zweedse geschiedenis van de periode voor 1658 moeten leren.

## Modern gebruik
De term Skåneland wordt tegenwoordig voornamelijk door regionalisten gebruikt die de culturele kenmerken van de regio willen uitdragen. De historische benaming Skånelandskap is de gebruikelijke naam voor Zweedse gebieden die ooit tot Denemarken behoorden, al wordt deze door moderne Zweedse geschiedkundigen of door de Zweedse overheid niet gebruikt.